# Vikersvik, Smedjebackens kommun
Vikersvik är en bebyggelse norr om Smedjebacken vid nordvästra stranden av Norra Barken i Norrbärke socken i Smedjebackens kommun. Från 2015 avgränsar SCB här en småort.